# 머천다이징
머천다이징(merchandising)은 제품의 판매를 위해 소매 소비자에게 기여하는 모든 행위를 일컫는다. 머천다이징을 하는 사람은 머천다이저라고 부른다.
머천다이징은 상품계획·상품정책·상품화정책·제품계획 등 여러 가지의 명칭으로 이해되고 있으나, 그 개념 규정이 반드시 통일되어 있지 않다. 일반적으로 여러 학자의 학설에서 볼 때, 제품계획(product planning)·상품정책(product policy) 등에 비하여 머천다이징이란 용어는 명확성이 결여된 것으로 보인다.  머천다이징은 시장조사를 전제로 그 데이터 위에 수립되며 적정하게 기획·생산 또는 납품된 상품은 적정한 판매경로를, 적정한 판매관리하에, 적정한 판매 촉진의 도움을 빌어 원활하게 소비자의 손에까지 넘겨주어야 하는 것이라 생각되고 있다.  머천다이징에는 몇 가지의 주요인이 있는데
1. 신제품의 개발은 단순히 제품개발로도 불리며, 기술혁신시대의 기업경영에 있어서는 어떤 의미에서 지상명령이라고도 일컬어질 만하다.
2. 제품개량도 강력하게 추진해 나가야 한다. 사용 원자재의 개량, 디자인 변경에 의한 개량, 포장의 변경에 의한 개량 등을 들 수 있다.
3. 기존제품의 신용도(新用途)개척, 제품이나 포장의 원가인하 등 중요한 과제가 많다.

이러한 머천다이징 활동이란 어떤 의미에 있어서 기업의 적극적·공격적 활동이므로, 이러한 면에 있어서의 리더십을 취할 것이 요청된다. 발전기업의 조건으로서 보수적·추종적이 아닌 항상 상품 리더십을 취하는 리더 회사가 되는 것이 중요하다.  머천다이징의 요소로서는 다음과 같은 점에 특히 유의할 필요가 있다. 첫째로 품질이다. 앞서도 언급한 바와 같이 최량의 품질이 반드시 적정한 품질은 아니다. 그러나 일반적 표준품질 이상이어야 할 것은 물론이고, 또 품질의 일관성이 요구된다.  둘째로 디자인이 발휘하는 판매력이 점점 더 커다란 비중을 차지하게 되었다.   그러나 디자인의 비약은 가장 경계되어야 하며, 디자인은 점진적이어야 함이 중요하다.  셋째로 포장은 말없는 세일즈맨으로 불리고 있을 정도이다. 특히 슈퍼마켓과 같은 셀프서비스 방법이 발전되고 소비자의 충동적 구매의 태도가 증대되면서 포장의 좋고 나쁨이 판매에 결정적인 영향을 미치기에 이르고 있다.  넷째로 상표(brand)이다. 근래에 와서 상표성(brand ability)이란 말이 사용되고, 품질·디자인과 함께 상표로 판매하고 있다는 태도가 강해졌다. 상표에 대한 연구도 활발해졌으며, 부르기 쉽고, 외기 쉽고, 더구나 세계공통의 발음이면 상표의 인상은 강렬해진다.

## 정의
AMA(미국 마케팅협회)의 정의에 의하면 '적정한 상품 또는 서비스를 적정한 장소·시기·수량 및 가격에 있어서 판매함에 수반하는 계획'이라 정의되고 마케팅 안에서, 말하자면 그 전략적 역할을 이룩하는 극히 중요하다. 머천다이징은 제조업자의 경우에는 제품 계획과 동의어라고 하지만, 광의로 해석하면 판매 경로·생산 시기에 관한 계획도 포함하게 된다. 이와 같은 머천다이징은 모두 각도에서 상세한 소비자 분석을 하여 상품을 다시 고도한 상품으로 만드는 것이다. 따라서 현재의 공급 방식과는 다른 새롭고 보다 나은 제품을 만드느냐, 다른 거래 방법을 연구하느냐의 배려에까지 미치는 것이다. 그것은 물론 현재의 수요와 공급을 되도록 적정한 시기·장소·수량·방법·가격으로 제공하기 위한 제 계획을 포함하는데 이와 동시에 잠재 공급의 현재화(顯在化), 즉 공급의 창조를 초래하는 데에 머천다이징의 특색이 있다.